# جائزة إلمر سبيري
جائزة إلمر أ. سبيري، هي جائزة أمريكية تمنح في مجال هندسة النقل. سميت على اسم المخترع ورجل الأعمال إلمر سبيري.
تُمنح هذه الجائزة منذ عام 1955 "لمن يقدم إسهاماً هندسياً متميزاً، أثبت من خلال تطبيقه العملي فعاليته، أنه ساهم في تطوير فن النقل، سواءً برًا أو بحرًا أو جوًا أو فضائيًا". تمنح الجائزة الجهات التالية بشكلٍ مشترك: المعهد الأمريكي للملاحة الجوية والفضائية، ومعهد مهندسي الكهرباء والإلكترونيات، وجمعية مهندسي السيارات الدولية، وجمعية المهندسين المعماريين البحريين ومهندسي البحرية، والجمعية الأمريكية للمهندسين المدنيين، والجمعية الأمريكية للمهندسين الميكانيكيين، والأخيرة هي المسؤولة عن إدارة الجائزة. ويهدف هذا التكريم إلى تشجيع التقدم في مجال هندسة النقل.